# Maxim Plakushchenko
Maxim Plakushchenko (in ebraico מקסים פלקושצ'נקו‎?, in ucraino Максим Плакущенко?, Maksym Plakuščenko; Vinnycja, 4 gennaio 1996) è un calciatore ucraino naturalizzato israeliano, centrocampista del Maccabi Netanya.

## Caratteristiche tecniche
È un centrocampista centrale.

## Carriera

### Club
Cresciuto nelle giovanili del Hapoel Haifa, ha esordito in prima squadra il 21 febbraio 2015 in occasione del match di Ligat ha'Al vinto 2-0 contro il Maccabi Tel Aviv.

### Nazionale
Ha giocato nelle nazionali giovanili israeliane Under-19 ed Under-21.

## Statistiche

### Presenze e reti nei club
Statistiche aggiornate al 27 gennaio 2019.
| Stagione            | Squadra             | Campionato          | Campionato | Campionato | Coppe nazionali | Coppe nazionali | Coppe nazionali | Coppe continentali | Coppe continentali | Coppe continentali | Altre coppe | Altre coppe | Altre coppe | Totale | Totale | Totale |
| Stagione            | Squadra             | Comp                | Pres       | Reti       | Comp            | Pres            | Reti            | Comp               | Pres               | Reti               | Comp        | Pres        | Reti        | Pres   | Reti   |        |
| ------------------- | ------------------- | ------------------- | ---------- | ---------- | --------------- | --------------- | --------------- | ------------------ | ------------------ | ------------------ | ----------- | ----------- | ----------- | ------ | ------ | ------ |
| 2014-2015           | Hapoel Haifa        | LHA                 | 1          | 0          | CI+TC           | 0               | 0               |                    | -                  | -                  |             | -           | -           | 1      | 0      |        |
| 2015-2016           | Hapoel Haifa        | LHA                 | 5          | 3          | CI+TC           | 0+1             | 0               |                    | -                  | -                  |             | -           | -           | 6      | 3      |        |
| 2016-2017           | Hapoel Haifa        | LHA                 | 28         | 4          | CI+TC           | 2+7             | 0+2             |                    | -                  | -                  |             | -           | -           | 37     | 6      |        |
| 2017-2018           | Hapoel Haifa        | LHA                 | 35         | 4          | CI+TC           | 5+4             | 1+0             |                    | -                  | -                  |             | -           | -           | 44     | 5      |        |
| 2018-2019           | Hapoel Haifa        | LHA                 | 18         | 2          | CI+TC           | 1+1             | 0               | UEL                | 4                  | 0                  | SI          | 1           | 0           | 25     | 2      |        |
| Totale Hapoel Haifa | Totale Hapoel Haifa | Totale Hapoel Haifa | 87         | 13         |                 | 21              | 3               |                    | 4                  | 0                  |             | 1           | 0           | 113    | 16     |        |
| 2018-2019           | Maccabi Haifa       | LHA                 | 1          | 0          | CI+TC           | 0+-             | 0               |                    | -                  | -                  |             | -           | -           | 1      | 0      |        |
| Totale carriera     | Totale carriera     | Totale carriera     | 88         | 13         |                 | 21              | 3               |                    | 4                  | 0                  |             | 1           | 0           | 114    | 16     |        |